# Sanna självet och falska självet
Det sanna självet och det falska självet (engelska true self och false self) är två idéer inom psykoanalys som introducerades 1960 av Donald Winnicott. Winnicott använde begreppet "det sanna självet" för att beskriva ett spontant beteende baserat på autentiska känslor, och känslan av att "vara levande" och att ha ett "verkligt själv". I motsats till detta finns "det falska självet", som Winnicott såg som en defensiv fasad som i extrema fall kan få individen att sakna spontanitet och känna sig död och tom.
Enligt Winnicott finns det sanna självet redan när individer är nyfödda, när de skapar sig en bild av hur verkligheten är och instinktivt gör spontana rörelser.
När ett barn inte får en "tillräckligt bra uppfostran" – alltså inte nödvändigtvis en "perfekt" sådan – kan dess spontanitet tryckas ned av dess känsla av att behöva uppfylla sina föräldrars önskemål och förväntningar. Resultatet av detta kan enligt Winnicott vara upphovet till det falska självet, där "andra personers förväntningar kan få högre betydelse, och ligga över eller säga emot det ursprungliga självet".